# Уджимчин – Східний стяг
45°30′26″ пн. ш. 116°58′21″ сх. д. / 45.50709° пн. ш. 116.97258° сх. д.
Уджимчин – Східний стяг (кит. 东乌珠穆沁旗, пін. Dōng Wūzhūmùqìn Qí) — один із повітів КНР у складі префектури Шилін-Гол, Внутрішня Монголія. Адміністративний центр — містечко Уліастай.

## Географія
Уджимчин – Східний стяг лежить на висоті близько 840 метрів над рівнем моря, у межах Монгольського плато.

### Клімат
Хошун знаходиться у зоні, котра характеризується кліматом помірних степів. Найтепліший місяць — липень із середньою температурою 21,4 °C. Найхолодніший місяць — січень, із середньою температурою -20,5 °С.
| Клімат хошуну Уджимчин – Східний стяг | Клімат хошуну Уджимчин – Східний стяг | Клімат хошуну Уджимчин – Східний стяг | Клімат хошуну Уджимчин – Східний стяг | Клімат хошуну Уджимчин – Східний стяг | Клімат хошуну Уджимчин – Східний стяг | Клімат хошуну Уджимчин – Східний стяг | Клімат хошуну Уджимчин – Східний стяг | Клімат хошуну Уджимчин – Східний стяг | Клімат хошуну Уджимчин – Східний стяг | Клімат хошуну Уджимчин – Східний стяг | Клімат хошуну Уджимчин – Східний стяг | Клімат хошуну Уджимчин – Східний стяг | Клімат хошуну Уджимчин – Східний стяг |
| Показник                              | Січ.                                  | Лют.                                  | Бер.                                  | Квіт.                                 | Трав.                                 | Черв.                                 | Лип.                                  | Серп.                                 | Вер.                                  | Жовт.                                 | Лист.                                 | Груд.                                 | Рік                                   |
| Середній максимум, °C                 | −13,8                                 | −8,3                                  | 0,7                                   | 12,6                                  | 20,3                                  | 25,6                                  | 27,7                                  | 26,4                                  | 20,2                                  | 10,8                                  | −1,8                                  | −11,1                                 | 9,1                                   |
| Середня температура, °C               | −20,5                                 | −16,1                                 | −6,8                                  | 4,6                                   | 12,7                                  | 18,8                                  | 21,4                                  | 19,7                                  | 12,5                                  | 2,9                                   | −8,8                                  | −17,2                                 | 1,9                                   |
| Середній мінімум, °C                  | −25,8                                 | −22,3                                 | −13,4                                 | −2,9                                  | 4,6                                   | 11,7                                  | 15,4                                  | 13,3                                  | 5,7                                   | −3,4                                  | −14,2                                 | −22,1                                 | −4,5                                  |
| Норма опадів, мм                      | 1.8                                   | 1.4                                   | 4.6                                   | 7                                     | 17.4                                  | 42.9                                  | 82.4                                  | 57.1                                  | 20.4                                  | 8.3                                   | 4.6                                   | 3.2                                   | 251.1                                 |
| Вологість повітря, %                  | 71                                    | 67                                    | 57                                    | 40                                    | 39                                    | 50                                    | 61                                    | 60                                    | 54                                    | 53                                    | 62                                    | 70                                    | 57                                    |
| ------------------------------------- | ------------------------------------- | ------------------------------------- | ------------------------------------- | ------------------------------------- | ------------------------------------- | ------------------------------------- | ------------------------------------- | ------------------------------------- | ------------------------------------- | ------------------------------------- | ------------------------------------- | ------------------------------------- | ------------------------------------- |
| Джерело: data.cma.cn                  |                                       |                                       |                                       |                                       |                                       |                                       |                                       |                                       |                                       |                                       |                                       |                                       |                                       |